# Дейв Бізант
Дейв Бізант (англ. Dave Beasant, нар. 20 березня 1959, Лондон) — англійський футболіст, воротар.

## Клубна кар'єра
У дорослому футболі дебютував 1979 року виступами за команду клубу «Вімблдон», в якій провів дев'ять сезонів, взявши участь у 340 матчах чемпіонату. Більшість часу, проведеного у складі «Вімблдона», був основним голкіпером команди. За цей час виборов титул володаря Кубка Англії.
Згодом з 1988 по 2003 рік грав у складі команд клубів «Ньюкасл Юнайтед», «Челсі», «Грімсбі Таун», «Вулвергемптон Вондерерз», «Саутгемптон», «Ноттінгем Форест», «Портсмут», «Тоттенгем Готспур», «Бредфорд Сіті», «Віган Атлетік» та «Брайтон енд Гоув Альбіон».
Завершив професійну ігрову кар'єру у клубі «Фулгем», за команду якого виступав протягом 2003—2004 років.

## Виступи за збірну
1989 року дебютував в офіційних матчах у складі національної збірної Англії. Протягом кар'єри у національній команді, яка тривала усього 1 рік, провів у формі головної команди країни 2 матчі.
У складі збірної був учасником чемпіонату світу 1990 року в Італії.

## Титули і досягнення
- Володар Кубка Англії (1):

«Вімблдон»: 1988

## Статистика
| Команда             | Д-1  | Д-1  | Д-2  | Д-2  | Д-3  | Д-3  | Д-4  | Д-4  | Кубок | Кубок | Кубок ліги | Кубок ліги |
| Команда             | Ігри | Голи | Ігри | Голи | Ігри | Голи | Ігри | Голи | Ігри  | Голи  | Ігри       | Голи       |
| ------------------- | ---- | ---- | ---- | ---- | ---- | ---- | ---- | ---- | ----- | ----- | ---------- | ---------- |
| «Вімблдон»          | 82   |      | 84   |      | 94   |      | 80   |      | 27    |       | 21         |            |
| «Ньюкасл Юнайтед»   | 20   |      | —    | —    | —    | —    | —    | —    | 2     |       | 2          |            |
| «Челсі»             | 111  |      | 22   |      | —    | —    | —    | —    | 5     |       | 11         |            |
| «Грімсбі Таун»      | —    | —    | 6    |      | —    | —    | —    | —    | —     | —     | —          | —          |
| «Вулвергемптон»     | —    | —    | 4    |      | —    | —    | —    | —    | 1     |       | —          | —          |
| «Саутгемптон»       | 88   |      | —    | —    | —    | —    | —    | —    | 9     |       | 8          |            |
| «Ноттінгем Форест»  | 26   |      | 113  |      | —    | —    | —    | —    | 6     |       | 9          |            |
| «Портсмут»          | —    | —    | 27   |      | —    | —    | —    | —    | —     | —     | 1          |            |
| «Тоттенхем Хотспур» | ?    | —    | —    | —    | —    | —    | —    | —    | —     | —     | —          | —          |
| «Брайтон»           | —    | —    | 16   |      | —    | —    | —    | —    | —     | —     | —          | —          |
| Всього за кар'єру   | 327  |      | 272  |      | 94   |      | 80   |      | 50    |       | 52         |            |